# Георги Симеонов – JJ
Георги Симеонов, по-известен с творческия си псевдоним JJ е български музикант.
Роден е в Пловдив на 3 април 1987 г. Първите си стъпки в музиката прави в най-ранна детска възраст, като започва с пиано и вокални уроци едва на 7. Пианото е неразделна част от неговото ежедневие в продължение на 5 години. След задълбочено прослушване едва на 8-годишна възраст е поканен да пее като солист в един от най-добрите момчешки хорове в България – Хор на пловдивските момчета – „Стефка Благоева“. По-късно е един от малкото наградени с почетен плакет за популяризиране и развитие на Хора.

## Биография
На 16-годишна възраст JJ става част от „032“ – една от най-успешните момчешки банди в историята на съвременната музика на България. През 2005 г., когато групата подписва договор с музикалната каомпания „Stars Records“, дебютният ѝ сингъл става един от най-успешните и ротирани тракове за годината. През последващите 5 години JJ, заедно с останалите момчета от групата, се радва на множестово концерти, турнета, хит сингли, номинации за дебют, група на годината. През 2010 „032“ печелят награда за „Най-успешна балада на годината“ за песента им с Цветелина Янева – „Три минути“. Част от успехите на групата е и специалното им посещение в Китай, където момчетата имат възможността да се качат на сцена пред аудитория, чиито мащаби надминават и най-смелите им мечти.
През 2009 Георги Симеонов JJ започва да учи в пловдивския университет „Паисий Хилендарски“ специалност „Поп и джаз изпълнителско изкуство“, който завършва с отличие. По това време започва и да преподава поп, соул и R&B пеене, като прави мастър класове в Пловдив и София. И така до днес. Негови ученици покоряват сцените на ‘България търси талант’, „Големите надежди“, „Х Фактор“, „Гласът на България“. Всяка година с неговите ученици организира благотворителни концерти в помощ на деца болни от диабет, онкоболни, деца в неравностойно положение, деца с аутизъм и детска церебрална парализа.
Сега Жоро стои зад артистичния псевдоним JJ. Соловата му кариера започва през 2013 г. с песента „По-добре, че разбрах“, която е любима за меломаните. През 2014 г. издава видеото към „Цяла нощ“ featuring Лео, а след това се появява и песента „Шанс ти давам“, която е дует със Сантра. През същата година Георги Симеонов JJ става част от най-голямото турне за БГ музика: The Voice of Summer Tour 2014, като на него се пада честта да открива концертите. Турнето преминава през 10 от големите градове в България.
През 2016 г. JJ реализира проекта „Дилър на любов“. Като това става една от най-успешните му песни. Влиза във всички класация за БГ Поп и става един от зимните хитове на същата година. Няколко месеца по-късно Георги Симеонов JJ взима участие като композитор и изпълнител в първия съвременен конкурс за Бг Песен – BG Music Festival, където е отличен с наградата на телевизионния зрител за песента „За теб“. А месец по-късно по покана на Х Фактор Румъния, Георги Симеонов JJ взима участие в седмия сезон на предаването. Изпълнението му предизвиква истински фурор. Румънците обожават гласът му и той продължава почти до финала на предаването. През годините по покана на едни от най-големите имена в БГ музиката записва вокали за Лили Иванова, Графа, Любо Киров, Сантра, Камелия Тодорова, Цветелина Янева, Хилда Казасян и много други.
По-късно написва песните: „Играем с теб докрай“ – Кристо & Жана Бергендорф, „Аз мога“ – Кристо, а вокалите в песента са дело на ученици на Георги Симеонов JJ, „Аромата ти“ – Сантра и Кристо, „Без думи“ – Цветелина Янева, която е отличена с балада на годината. Георги Симеонов JJ e композитор и на всички свои самостоятелни песни.
Като вокален педагог е работил с едни от най-популярните артист-изпълнители на България: Хилда Казасян, Сантра, Кристо, Жана Бергендорф, Цветелина Янева, Rachel Row, както и популярната на европейската сцена и близкия изток певица – Ищар.
През 2020 година е участник в осми сезон на предаването „Като две капки вода“, завършва на престижното четвърто място.
През 2021 година участва в третия сезон на „Маскираният певец“ в ролята на Прилепът.

## Песни и видеоклипове
1. „Три минути“ (2010)
2. „По-добре, че разбрах“ (2013)
3. „Цяла нощ“ (2014)
4. „Шанс ти давам“ (2014)
5. „Дилър на любов“ (2016)
6. „FLY“ (2020)
7. „God Is One For All/Earth Song“ (2021)
8. „Забранена любов“ (2021)
9. „Merhaba“ (дует с Цветелина Янева) (2021)

## Работа като композитор
Освен изпълнител и преподавател, Георги Симеонов JJ се изявява и като композитор. Първата издадена песен, зад която стоят усилията на Георги Симеонов JJ, е „Никога и никъде“ на Цветелина Янева, с която са приятели от детство. Песента излиза на музикалния пазар в края на 2011 година.
1. „Никога и никъде“ – (2011)
2. „Аз мога“ (2011)
3. „Аромата ти“
4. „Без думи“

## Работа като вокален продуцент
- „Jazz & Me“ – Хилда Казасян
- „Мога Пак“ – Цветелина Янева

## Музикални награди
- 2010 „032“ – „Най-успешна балада на годината“ за песента им с Цветелина Янева – „Три минути“.